# Ben De Man
Ben De Man is een personage uit de Vlaamse ziekenhuisserie Spoed dat werd gespeeld door Bert Vannieuwenhuyse. Hij was een vast personage van 2003 tot 2004.

## Personage
Ben De Man komt in seizoen 6 bij het team, als vervanger van dokter Jos Blijlevens. Net als zijn voorganger is hij een echte vrouwenversierder. Hij heeft onder andere een relatie met verpleegsters Melinda De Cock en Lies Weemaes, en maakt bovendien trouwplannen met dokter Leen Passchierssens van Heelkunde.
Hoewel Mel besefte dat het maar om wat onschuldig gedoe ging, dacht Lies dat Ben het echt goed met haar meende. Ze neemt het hem dan ook zeer kwalijk dat hij met verschillende vrouwen de lakens deelt. Ze wil niets meer van hem weten, maar blijkt uiteindelijk wel zwanger te zijn van hem.
Zijn gedrag tegenover vrouwen zorgt binnen het team voor wat opschudding, zeker omdat het verpleegster Lies zo zwaar gekwetst heeft. Hij wordt dan ook verschillende keren op zijn plaats gezet door onder andere Vanessa en Staf.

### Vertrek
Wanneer er een griepepidemie uitbreekt in het ziekenhuis, krijgt Ben het virus te pakken. Hij sterft uiteindelijk na een hartfalen. Niet veel later wordt het zoontje van Lies en Ben geboren, en naar hem vernoemd. Ben wordt opgevolgd door Patrick Mathijssen.

## Familie
- Lies Weemaes (ex-partner)
- Leen Passchierssens (partner)
- Ben de Man (junior) (zoon met Lies)